# The Last of Us (sèrie de televisió)
The Last of Us és una sèrie de televisió estatunidenca postapocalíptica que es va estrenar el 15 de gener de 2023 a través de HBO. Basada en el videojoc de 2013 del mateix nom desenvolupat per Naughty Dog, la sèrie segueix a Joel (Pedro Pascal), un contrabandista encarregat d'escortar a l'adolescent Ellie (Bella Ramsey) a través d'uns Estats Units postapocalíptic. També compta amb Tommy (Gabriel Luna), el germà menor de Joel i exsoldat..
La sèrie, es considera com la producció televisiva més gran en la història del Canadà, va començar a filmar-se a Calgary, Alberta, al juliol de 2021, i va finalitzar al juny de 2022. És la primera sèrie de HBO basada en un videojoc. Ha estat produïda conjuntament per Sony Pictures Television, PlayStation Productions, Naughty Dog, The Mighty Mint i Word Games. La primera temporada constarà de nou episodis escrits per Craig Mazin i Neil Druckmann. Aquest últim també ha estat el guionista i director del joc. El compositor original del joc Gustavo Santaolalla ha compost la partitura i Kantemir Balágov dirigeix l'episodi pilot.
El 27 de gener de 2023, la sèrie es va renovar per a una segona temporada.

## Repartiment i personatges

### Principals
- Pedro Pascal com a Joel, és un supervivent endurit que està turmentat pel trauma del seu passat. Joel té la tasca de treure de contraban una nena d'una zona de quarantena i finalment, a través dels Estats Units. Pascal va estar disponible per a una nova sèrie després del llançament de la segona temporada de The Mandalorian ; la vacant va atreure diverses ofertes de grans cadenes, de les quals va triar The Last of Us.[2] Segons els informes, Pascal guanya $600,000 per episodi, que el converteix en una de les estrelles de televisió nord-americanes millor pagades.[3] En els vídeojocs, Joel és interpretat per Troy Baker.[4]

- Bella Ramsey com Ellie, és una nena de 14 anys que mostra desafiament i ira, però té una necessitat privada de parentiu i pertinença. Ella és immune a la infecció cerebral per Cordyceps i pot ser la clau per crear una vacuna .[5] D'acord amb els jocs, la personatge és lesbiana.[6] Ramsey va rebre notícies del càsting durant la producció d'un projecte diferent. Ha dit que la seva participació és "com el més gran que he fet". En els videojocs, Ellie ha interpretada per Ashley Johnson.[4]

- Gabriel Luna com Tommy, és el germà petit de Joel, i un exsoldat que manté l'idealisme en la seva esperança d'un món millor.[7] Aproximadament un mes després del càsting de Pascal i Ramsey, se li va demanar a Luna que enviés una cinta d'audició; i va ser acceptat l'endemà. Segons Luna, els executius del programa van saber a l'instant que ell era “l'indicat”. Luna estava entusiasmat amb el paper, ja que vivia a Austin, Texas, la ciutat natal de Joel i Tommy, gairebé alhora que l'escenari del joc. Luna va rebre una PlayStation 5 durant la producció per jugar els jocs com a investigació.[8] Als videojocs, Jeffrey Pierce interpreta Tommy.[9]

### Recurrents
- Merle Dandridge com Marlene, la cap de les Lluernes, un moviment de resistència que espera alliberar-se dels militars. Dandridge repeteix el paper dels videojocs.[10]

- Jeffrey Pierce com Perry, un rebel en una zona de quarantena. Pierce va interpretar prèviament Tommy als videojocs.[11] Perry és un personatge original al programa que, segons Pierce, "té enormes implicacions per a les coses que van passar en el joc".[12]

- Anna Torv com a Tess, una supervivent endurida i sòcia contrabandista de Joel.[13] En el primer joc, Tess ha interpretat per Annie Wersching.[14]

### Convidats
- Nico Parker com Sarah, la filla de Joel.[15] En el primer joc, Sarah és interpretada per Hana Hayes.[16]

- Murray Bartlett com Frank, un supervivent que viu a un poble aïllat amb Bill.[11] Frank es veu breument al primer joc, però no té diàleg.[17]

- Nick Offerman com Bill, un supervivent que viu amb Frank. Amb O'Neill inicialment va ser triat per al paper, però es va veure obligat a abandonar a causa de conflictes de programació.[18] En el primer joc, Bill és interpretat per W. Earl Brown.[11]

- Storm Reid com Riley Abel, una nena òrfena que creix al Boston postapocalíptic. Riley va aparèixer originalment en un paquet de contingut descarregable per al primer joc, The Last of Us: Left Behind, en què la inerpreta Yaani King.[19]

- Melanie Lynskey com Kathleen Coghlan és un personatge escrit per a la sèrie, és a dir no surt al joc. Es la lider de un moviment revolucionari de Kansas City d'un grup de caçadors.[20]

Els actors triats per a papers no revelats són Graham Greene, Elaine Miles i Rutina Wesley. Brad Leland va afirmar que havia filmat algunes escenes per al programa a l'octubre de 2021. El programa també comptarà amb el personatge de María, així com amb Clickers, humans que han estat greument infectats per un cep mutat del fong Cordyceps.

## Episodis
| Núm. | Títol                              | Direcció       | Guió                         | Data d'emissió original | Espectadors U.S. (milions) |
| --- | ---------------------------------- | -------------- | ---------------------------- | ----------------------- | -------------------------- |
| 1 | «When You're Lost in the Darkness» | Craig Mazin    | Craig Mazin & Neil Druckmann | 15 de gener de 2023     | 0.588                      |
| El 2003, una infecció fúngica massiva de Cordyceps va provocar una pandèmia. Joel fuig amb la seva filla, Sarah, i el seu germà, Tommy; Sarah és assassinada per un soldat. Vint anys més tard, Joel viu a la zona de quarantena de Boston gestionada per la Federal Disaster Response Agency (FEDRA), treballant com a contrabandista amb la seva parella, Tess. Quan Tommy no es posa en contacte amb ells des de Wyoming, compren una bateria d'un cotxe a un distribuïdor local, en Robert, però estan enganxats quan la ven als Fireflies, un grup rebel que s'oposa a FEDRA. Intentant recuperar-lo, Joel i Tess descobreixen Marlene, la líder dels Fireflies, que els demana que portin Ellie al Massachusetts State House a canvi d'un camió que funcioni. Mentre surten furtivament, els tres són atrapats per un soldat que els prova la infecció, revelant que Ellie és positiva. Joel mata el soldat i Ellie afirma ser immune.                                               |                                    |                |                              |                         |                            |
| 2 | «Infected»                         | Neil Druckmann | Craig Mazin                  | 22 de gener de 2023     | 0.633                      |
| Dos dies abans de l'esclat, a Jakarta, un micòleg s'assabenta de la pandèmia que s'acosta i aconsella al govern que bombardegi la ciutat per evitar que s'estengui. Ellie els revela perquè és tan important i valuosa. Resulta que és immune al fong, i que estaven buscant crear una cura sobre aquesta base. Buscant una manera de seguir amb el seu camí i fer que puguin crear una possible vacuna, van a través del que era un hotel, però no poden seguir pel fet que hi ha infectats. Aleshores, van pel camí curt, a través d'un museu. A dins, hi ha infectats que són cecs, però poden escoltar. Després d'estar a punt de morir, escapen per buscar els que li donarien la bateria a canvi d'Ellie a la Casa d'Estat de Massachusetts, però tots estan infectats. Tess s'ha de sacrificar perquè Joel i Ellie surtin sense estar infectats, mentre que ells segueixen en la seva aventura.                                                                                     |                                    |                |                              |                         |                            |
| 3 | «Long, Long Time»                  | Peter Hoar     | Craig Mazin                  | 29 de gener de 2023     | 0.747                      |
| En el present, Joel i Ellie segueixen les instruccions finals de Tess i caminen per trobar-se amb els aliats Bill i Frank. En el viatge, Joel ensenya a Ellie l'execució d'innocents per part del govern durant els primers dies del brot. En un flashback del 2007, Frank topa amb les instal·lacions del supervivent paranoic Bill, que l'acull i tots dos estableixen una relació romàntica. Diversos anys després, Frank contacta a Tess per ràdio i les parelles entaulen una lleugera amistat. En el present, Frank contrau una malaltia degenerativa i li demana a Bill que el sacrifiqui després de casar-s'hi, però Bill, que no vol viure sense Frank, també se suïcida. Joel i Ellie arriben un temps després. Descobreixen una carta que Bill va deixar a Joel, on li diu que protegir Frank és el que va donar sentit a la seva vida després del brot. Bill deixa a Joel el seu camió i subministrament d'armes. Joel pren el camió per trobar el Tommy i Ellie s'hi afegeix. |                                    |                |                              |                         |                            |
| 4 | «Please Hold My Hand»              | Jeremy Webb    | Craig Mazin                  | 5 de febrer de 2023     | Sense determinar           |
| 5 | «Endure and Survive»               | Jeremy Webb    | Craig Mazin                  | 12 de febrer de 2023    | Sense determinar           |
| 6 | «Kin»                              | Jasmila Žbanić | Craig Mazin                  | 19 de febrer de 2023    | Sense determinar           |
| 7 | «Left Behind»                      | Liza Johnson   | Neil Druckmann               | 26 de febrer de 2023    | Sense determinar           |
| 8 | «When We Are in Need»              | Ali Abbasi     | Craig Mazin                  | 5 de març de 2023       | Sense determinar           |
| 9 | Sense anunciar                     | Ali Abbasi     | Craig Mazin & Neil Druckmann | 12 de març de 2023      | Sense determinar           |

## Producció

### Desenvolupament
Després del llançament del videojoc The Last of Us de Naughty Dog el 2013, es van intentar dues adaptacions cinematogràfiques: un llargmetratge escrit per l'escriptor i director creatiu del joc Neil Druckmann i produït per Sam Raimi va entrar en el procés de desenvolupament Una adaptació al curtmetratge animat d'Oddfellows va ser cancel·lada per Sony. Al març de 2020, es va anunciar una adaptació televisiva a les etapes de planificació a HBO, que s'esperava que cobrís els esdeveniments d'aquest joc i possiblement algunes parts de la seva seqüela: The Last of Us Part II (2020). Al costat de Druckmann, Craig Mazin va ser escollit pel guió i producció de la sèrie, mentre que la productora de televisió Carolyn Strauss i el president de Naughty Dog i Evan Wells, van ser nomenats com a productors executius, i l'anunci de que Gustavo Santaolalla, que ja havia treballat en els jocs, composaria la música de la sèrie. Finalment seria una producció conjunta de Sony Pictures Television, PlayStation Productions i Naughty Dog, i és el primer programa produït per PlayStation Productions. sota el nom de Bear and Pear Productions.
Johan Renck va ser escollit com a productor executiu i director de l'episodi pilot al juny de 2020; però al novembre de 2020, s'havia retirat a causa de conflictes de programació, com a resultat de la pandèmia de COVID-19. HBO va donar llum verda a la sèrie el 20 de novembre del 2020. Assad Qizilbash i Carter Swan, de PlayStation Productions van ser nomenats productors executius, i Word Games es va afegir com a companyia productora. Al gener de 2021, The Mighty Mint es va unir a la producció i Kantemir Balágov va ser nomenat com el director de l'episodi pilot. Segons el soci professional de Balágov, Alexander Rodnyansky, el director portava diversos anys interessat a adaptar el joc. Rodnyansky va afirmar que Balagov dirigiria diversos episodis del programa, i que Balagov dirigirà "els primers episodis".
Rose Lam es va afegir com a productora executiva al febrer de 2021. La preproducció de la sèrie a Calgary, Alberta, va començar el 15 de març de 2021, segons el Sindicat de Directors de Canadà (DGC); Mazin va arribar a Calgary al maig. Ali Abbasi i Jasmila Žbanić van ser anunciats com a directors addicionals a l'abril de 2021. El juliol del 2021, Mazin va dir que la primera temporada constaria de deu episodis i que encara quedaven per anunciar dos directors més. La DGC va revelar més tard al juliol que a Peter Hoar se li va demanar la direcció d'alguns episodis, seguit a l'agost per Mazin, al setembre per Druckmann, i al gener de 2022 per Liza Johnson i Jeremy Webb. El febrer del 2022, Druckmann va confirmar que dirigiria un episodi, i va constatar que la seva experiència reforçava i reflectia la seva experiència en la direcció de jocs. Paul Becker estava llest per coreografiar la sèrie, i Barrie Gower actuaria com a dissenyador de pròtesi. L'estudi d'efectes visuals DNEG, també està involucrat a la sèrie.
The Last of Us és la producció televisiva més ambiciosa en la història del Canadà, i s'espera que generi més de 200 milions de dòlars canadencs en ingressos per a Alberta. Segons Damian Petti, president del sindicat d'artistes canadencs IATSE 212, el pressupost del programa supera els 10 milions de dòlars canadencs per episodi; Els informes facilitats a Jason Kenney, el primer ministre d'Alberta, deien que el pressupost podria aconseguir els 200 milions de dòlars canadencs per any. L'equip de producció inclou cinc directors d'art i centenars de tècnics. Rodnyansky valorava que la sèrie duraria diverses temporades, mentre que Kenney afirmava que podria durar fins a vuit; Mazin va suggerir que és probable que hi hagi una segona temporada si la primera compta amb una bona recepció pel públic. Druckmann comentaria que la primera temporada cobrirà els esdeveniments del primer joc. Segons The Hollywood Reporter, s'esperava que la primera temporada comencés a transmetre's a HBO el 2023.

## Càsting
Per al Dia Internacional de la Dona el 8 de març de 2020, Druckmann va confirmar que diversos dels personatges dels jocs apareixerien al programa, inclosos Ellie, Riley, Tess, Marlene i Maria. El 10 de febrer de 2021, Pascal i Ramsey van ser escollits com Joel i Ellie, respectivament. Al mateix temps, s' informava que a Mahershala Ali se li va oferir el paper de Joel després que Matthew McConaughey el rebutgés; The Hollywood Reporter assenyalava que Ali mai va arribar a un acord. Es va comentar que Gabriel Luna seria escollit per al paper principal de Tommy el 15 d'abril de 2021, i es confirmaria que Dandridge repetiria el seu paper de Marlene dels videojocs el 27 de maig. Al maig de 2021, Classic Casting va fer circular una convocatòria de càsting per a extres de Calgary, Fort Macleod, High River i Lethbridge ; Qualsevol persona major de 18 anys podia postular-se, i es van recomanar aquells que dispoessin de vehicles entre 1995 al 2003. S'informava que Parker va ser triada com a Sarah el 30 de juny de 2021. L'elecció de Pierce, Bartlett i O'Neill com Perry, Frank i Bill, respectivament, es va anunciar el 15 de juliol, seguit per Torv's com Tess el 22 de juliol. El 5 de desembre, Bartlett afirmava que Offerman apareixeria al programa en un paper proper al seu. Dos dies després, Offerman era escollit per interpretar a Bill, reemplaçant a O'Neill, que es va veure obligat a abandonar a causa de conflictes de programació. El 9 de desembre, Žbanić va revelar el càsting de Greene, Miles i Wesley. El càsting de Reid com Riley Abel es va anunciar el 14 de gener de 2022.

## Guió
Mazin i Druckmann van ser els guionistes de la sèrie. Mazin, un fanàtic del videojoc, va conèixer Druckmann a través de Shannon Woodward, una amiga en comú que va interpretar Dina a la Part II, de la sèrie Txernòbil de Mazin, i que estava treballant originalment en una adaptació cinematogràfica del joc. Mazin va valorar els requeriments de la durada i el ritme d'una sèrie de televisió i Druckmann hi va estar d'acord. Mazin reflexionava que la sèrie podria representar un canvi de paradigma per a les adaptacions cinematogràfiques i televisives dels videojocs a causa de la força de la narrativa, i assenyalava que als executius de HBO només els prendria 20 minuts a Google per adonar-se que The Last of Us és el Lawrence d'Aràbia de les narratives de videojocs. Mazin comentaroa que els canvis que s'estan fent per a l'adaptació "estan dissenyats per completar i expandir les coses, no per desfer, sinó per millorar". Tanmateix assenyalava que la sèrie estava evitant històries residuals, com a trobades aleatòries que no són presents en la història original, i que el contingut que es va eliminar del joc s'afegirà al programa, inclòs un moment espectacular que Druckmann li va descriure. Druckmann va assenyalar que alguns dels guions del programa prenen prestats diàlegs directament del joc, mentre que altres es desvien més significativament. Algunes de les seqüències de tutorials amb molta acció del joc es canviarien per centrar-se més en el drama dels personatges del programa, a petició de HBO. Druckmann va assenyalar que la sèrie estava adoptant l'enfocament d'adaptació oposat al de la pel·lícula Uncharted (2022), basada en la sèrie de videojocs de Naughty Dog. Mentre que Uncharted explica una nova història amb moments dels jocs per donar-li un gust propi, The Last of Us és una adaptació directa amb desviacions menors, que permet alteracions com canviar les perspectives dels personatges d'una manera inabastable en un joc immersiu.
Segons Luna, l'esclat del programa té lloc el 2003; en el joc, ocorre el 2013.

## Rodatge
El rodatge de la sèrie va començar a Calgary, Alberta, el 12 de juliol del 2021 i es preveia que finalitzés el 8 de juny del 2022; tot i que originalment estava programat per començar el 5 de juliol de 2021. A causa de la pandèmia de COVID-19, tot l'equip va haver de posar-se en quarantena durant dues setmanes després d'arribar al Canadà. Mazin va informar sobre la participació que la directora de fotografia Ksenia Sereda, a l'agost de 2021. Al juny, Eben Bolter revelava que actuaria com a director de fotografia a la sèrie, treballant amb Hoar.
Els assajos tècnics a la ciutat de Fort Macleod es van dur a terme les nits del 20 de maig i el 18 de juny de 2021 i van requerir el tancament de Main Street. Els preparatius a la ciutat es van concretar a terme del 5 al 12 de juliol. El 12 de juliol, el consell de High River va aprovar la sol·licitud de l'equip de producció per filmar a l'antiga àrea de Beachwood entre el 12 de juliol i el 31 d'octubre. A canvi, la producció va pagar CA$100.000 a la ciutat de High River per al finançament comunitari, que finalment es va dividir entre High River Bike Park Society (80%) i Spitzee School (20%). L'equip de producció va eliminar tres arbres a l'àrea, per la qual cosa va reemborsar a la ciutat 15.000 dòlars canadencs addicionals pel seu pressupost de jardineria. El rodatge a High River va tenir lloc les nits del 13 al 19 de juliol, incloent algunes escenes de conducció que requerien desviaments de trànsit. La filmació posterior va tenir lloc a Fort Macleod del 19 al 24 de juliol. Es van canviar diversos aparadors per adaptar-se a l'espectacle; i l'equip de producció va enquestar a empreses i residents en la preparació per a la filmació.
La producció va tornar a High River la nit del 29 de juliol l'endemà al matí, amb la filmació d'un embotellament que requeria el tancament d'una cruïlla de carreteres i el desviament del trànsit. El rodatge es va traslladar a Calgary a l'agost. Es va construir un petit carrer d'edificis de maó prop de Stampede Park. Les imatges del set compartides en línia a l'agost i setembre, recreaven una zona de quarantena a Boston, com es mostra a l'acte d'obertura del joc. Els episodis de Balágov havien completat la producció el 30 d'agost de 2021. Al setembre, Torv va confirmar que era al Canadà filmant les seves escenes. Per a The Last of Us Day el 26 de setembre, HBO va compartir la primera imatge de Pascal i Ramsey disfressats. Els episodis de Hoar van completar la producció el 5 d'octubre de 2021.
La filmació va tenir lloc a Rice Howard Way i els seus voltants al centre d'Edmonton del 2 al 18 d'octubre del 2021. Segons els informes, Pascal va filmar plànols d'establiment a l'àrea a principis d'octubre. S'esperava que la ubicació reproduís un Boston posapocalíptic, i es va instal·lar amb un gran cràter davant d'un restaurant italià i una pantalla verda per a l'horitzó. L'equip de producció es va acostar a diversos negocis locals, va convertir-ne un en un saló en ruïnes i es va demanar si permetrien que un actor d'acrobàcies volés per la finestra davantera d'un altre negoci. L'equip va tancar la ubicació i va compensar les empreses participants. La producció també es va dur a terme en l'Edifici de la Legislatura d'Alberta, al qual es va incorporar amb enfiladisses i vegetació. La recreació del programa del fong Cordyceps va ser vist durant la producció a finals d'octubre. Segons els informes, la producció va gastar al voltant de 372,000 $ canadencs, per a un rodatge de quatre dies a Edmonton.
Els episodis de Druckmann van completar la producció el 7 de novembre de 2021. La ciutat de Canmore, Alberta, es va utilitzar per replicar a Jackson, Wyoming, la ubicació de la comunitat de Tommy en el joc. La producció va tenir lloc a la ciutat al llarg de novembre, amb preparatius de l'1 al 16 de novembre, i carrers tancats del 15 al 20 de novembre; utilitzant aproximadament 300 extres. Segons els informes, la ubicació s'utilitzarà al setè episodi del programa. La majoria de les empreses de la ciutat van signar acords sobre l'impacte de l'espectacle, amb la producció pagant entre 1000 i 1500 $ per dia. Pascal, Ramsey i Luna van estar presents a la ciutat, i es van portar cavalls al set per usar-los a l'espectacle. La filmació va tenir lloc a la Universitat Mount Royal i l'Institut de Tecnologia del Sud d'Alberta (SAIT), tots dos ubicats a Calgary, a finals de novembre, on s'esperava recrear la fictícia Universitat de l'Est de Colorado del joc. Es va treure la neu a SAIT i es va afegir fullatge a tots dos llocs per produir un ambient de tardor. Els episodis de Žbanić van completar la producció el 9 de desembre de 2021. La col·laboradora habitual Christine A. Maier va treballar com a directora de fotografia dels episodis de Žbanić.
La producció es va reprendre a Okotoks el gener del 2022, amb treball preparatori del 31 de gener al 6 de febrer, afegint arbres, pastura i neu. L'àrea va estar tancada al públic des del 4 de febrer. La filmació es duria a terme del 7 al 12 de febrer, preveient algunes pertorbacions del trànsit.

## Música
Gustavo Santaolalla va compondre la partitura de la sèrie de televisió al costat de David Fleming. Santaolalla ha dit que els espectadors llatins "reconeixeran tocs" de la seva música. Es va basar en les seves experiències al cinema i la televisió, havent compost els temes i algunes pistes per a Jane the Virgin (2014-2019) i Making a Murderer (2015-2018). A més, la banda sonora de la sèrie també es podran escoltar cançons de grups internacionals com Depeche Mode, que en aquest cas tanca els crèdits del primer episodi amb la cançó Never Let Me Down Again (Music For The Masses, 1987) .
La cançó de 1970 de Linda Ronstadt "Long Long Time" té un paper clau en l'episodi 3, actuant com a catalitzador de la relació que es desenvolupa entre Bill i Frank. Frank comença a tocar aquesta melodia mentre que Bill la completa, mostrant el seu costat tendre per primer cop. Degut a la seva repercussió mediàtica aquesta cançó. ja ha arribat al número 3 a la llista dels 100 millors d'iTunes.

## Recepció
A l'agregador de ressenyes Rotten Tomatoes, The Last of Us té una puntuació d'aprovació del 96% basada en 208 ressenyes, amb una puntuació mitjana de 9/10. El consens general del lloc web diu: "Retenint els aspectes més addictius del seu estimat material d'origen mentre aprofundeix en la història, The Last of Us és una televisió digna que es troba entre les millors adaptacions de videojocs de tots els temps". Metacritic va calcular una mitjana de 84 sobre 100 a partir de 41 ressenyes, la qual cosa indica un impacte universal. Diversos crítics l'han considerar la millor adaptació d'acció en viu d'un videojoc, amb Mark Delaney, de GameSpot, dient que "sembla el començament d'una nova era" per al gènere.
L'episodi d'estrena va tenir 4,7 milions d'espectadors als Estats Units en la seva primera nit de disponibilitat, inclosos els espectadors seqüèncials i les emissions a HBO Max, el que el converteix en el segon debut més gran d'HBO des del 2010, darrere de House of the Dragon. Aquesta xifra es va augmentar a més de 10 milions d'espectadors després de dos dies, 18 milions després d'una setmana, i 22 milions als dotze dies. A Amèrica Llatina, l'estrena de la sèrie va ser el debut més important d'HBO Max. El segon episodi va tenir 5,7 milions d'espectadors a la seva primera nit, un augment del 22 per cent respecte a la setmana anterior, el major creixement d'audiència de la segona setmana per a una sèrie de drama original d'HBO en la història de la cadena. El 31 de gener, els dos primers episodis tenien una mitjana de 21,3 milions d'espectadors. El tercer episodi va tenir 6,4 milions d'espectadors a la seva primera nit, un 12% més que el segon episodi i un 37% respecte al primer.

## Premis
La sèrie rebé fins a 24 nominacions als premis Emmy de 2023, dels quals finalment s'endugué 8 guardons. Guanyà en les categories de millor actor i actriu dramàtics convidats en drama (Nick Offerman i Storm Reid), millor maquillatge prostètic (per a la maquilladora francovalenciana Nelly Guimaras Sanjuan), millor disseny d'escena de crèdits d'obertura, millor mescla de so en comèdia o drama de llargmetratges i millor edició de so en comèdia o drama de llargmetratges, millor edició en una producció dramàtica i també en la de millors efectes especials.